# الغالة (حرض)

تعديل مصدري - تعديل

الغالة هي إحدى قرى عزلة بني الحداد بمديرية حرض التابعة لمحافظة حجة، بلغ تعداد سكانها 152 نسمة حسب تعداد اليمن لعام 2004.